# شهاب كريمي
شهاب كريمي (16 مارس 1991 بإسلام آباد غرب في إيران - ) هو لاعب كرة قدم إيراني في مركز الوسط. شارك مع منتخب إيران تحت 23 سنة لكرة القدم. أما مع النوادي، فقد لعب مع نادي بديده ونادي فولاد خوزستان ونادي ملوان وZagros Yasouj F.C. ‏ وPetrochimi Tabriz F.C. ‏.

## وصلات خارجية
- شهاب كريمي على موقع قاعدة بيانات كرة القدم.إي يو (الإنجليزية)